# Baron Harington of Exton

Wappen der Barone Harington of Exton

Baron Harington of Exton, of Exton in the County of Rutland, war ein erblicher britischer Adelstitel in der Peerage of England.

## Verleihung und Erlöschen
Der Titel wurde am 21. Juli 1603 durch Letters Patent für den englischen Unterhausabgeordneten und High Sheriff von Rutland Sir John Harington geschaffen.
Der Titel erlosch am 27. Februar 1614, als sein einziger Sohn, der 2. Baron, kinderlos starb.

## Liste der Barone Harington of Exton (1603)
- John Harington, 1. Baron Harington of Exton († 1613)
- John Harington, 2. Baron Harington of Exton (1572–1614)